# 特定工場における公害防止組織の整備に関する法律
特定工場における公害防止組織の整備に関する法律（とくていこうじょうにおけるこうがいぼうしそしきのせいびにかんするほうりつ、昭和46年6月10日法律第107号）は、公害防止組織を整備することにより事業場における公害を防止することに関する法律である。略称：管理者法、公害防止組織法、公害防止管理者法

## 歴史
- 高度経済成長期に入り、日本では全国各地で公害紛争が起こり始めていた。そこで工場を含めた事業場において公害防止組織を充実することにより公害防止を図ることとなった。ただし、この法律は大企業のみに有効な法律である。

## 目的
第一条 　この法律は、公害防止統括者等の制度を設けることにより、特定工場における公害防止組織の整備を図り、もつて公害の防止に資することを目的とする。

## 内容
- 特定工場における公害防止統括者の選任、公害防止管理者の選任、公害防止主任管理者の選任、公害防止管理者の資格を認定する試験（公害防止管理者試験）等を定めている。

## 資格
- 公害防止管理者試験 - 資格者呼称（称号）としての公害防止管理者は誤用であり、通用である。正式には、有資格者（資格取得者）に対する特定の呼称は定められておらず、公害防止管理者の有資格者としか言えない。

## 主務官庁
- 環境省および経済産業省